# CBLL1
CBLL1 (англ. Cbl proto-oncogene like 1) – білок, який кодується однойменним геном, розташованим у людей на короткому плечі 7-ї хромосоми. Довжина поліпептидного ланцюга білка становить 491 амінокислот, а молекулярна маса — 54 519.
| 10         |  | 20         |  | 30         |  | 40         |  | 50         |
| ---------- |  | ---------- |  | ---------- |  | ---------- |  | ---------- |
| MDHTDNELQG |  | TNSSGSLGGL |  | DVRRRIPIKL |  | ISKQANKAKP |  | APRTQRTINR |
| MPAKAPPGDE |  | EGFDYNEEER |  | YDCKGGELFA |  | NQRRFPGHLF |  | WDFQINILGE |
| KDDTPVHFCD |  | KCGLPIKIYG |  | RMIPCKHVFC |  | YDCAILHEKK |  | GDKMCPGCSD |
| PVQRIEQCTR |  | GSLFMCSIVQ |  | GCKRTYLSQR |  | DLQAHINHRH |  | MRAGKPVTRA |
| SLENVHPPIA |  | PPPTEIPERF |  | IMPPDKHHMS |  | HIPPKQHIMM |  | PPPPLQHVPH |
| EHYNQPHEDI |  | RAPPAELSMA |  | PPPPRSVSQE |  | TFRISTRKHS |  | NLITVPIQDD |
| SNSGAREPPP |  | PAPAPAHHHP |  | EYQGQPVVSH |  | PHHIMPPQQH |  | YAPPPPPPPP |
| ISHPMPHPPQ |  | AAGTPHLVYS |  | QAPPPPMTSA |  | PPPITPPPGH |  | IIAQMPPYMN |
| HPPPGPPPPQ |  | HGGPPVTAPP |  | PHHYNPNSLP |  | QFTEDQGTLS |  | PPFTQPGGMS |
| PGIWPAPRGP |  | PPPPRLQGPP |  | SQTPLPGPHH |  | PDQTRYRPYY |  | Q          |

A: Аланін

C: Цистеїн

D: Аспарагінова кислота

E: Глутамінова кислота

F: Фенілаланін

G: Гліцин

H: Гістидин

I: Ізолейцин

K: Лізин

L: Лейцин

M: Метіонін

N: Аспарагін

P: Пролін

Q: Глутамін

R: Аргінін

S: Серин

T: Треонін

V: Валін

W: Триптофан

Кодований геном білок за функціями належить до трансфераз, фосфопротеїнів. 
Задіяний у таких біологічних процесах, як убіквітинування білків, альтернативний сплайсинг. 
Білок має сайт для зв'язування з іонами металів, іоном цинку. 
Локалізований у ядрі.